# Naranjia swatowensis
Naranjia swatowensis is een slakkensoort uit de familie van de Amphibolidae. De wetenschappelijke naam van de soort is voor het eerst geldig gepubliceerd in 1939 door Yen.